# Coppa Intercontinentale 1986 (pallacanestro)
La Coppa intercontinentale di pallacanestro del 1986 si è giocata in Argentina, tra Buenos Aires e Cordoba, ed è stata vinta dal Žalgiris Kaunas.

## Risultati

### Primo turno

#### Gruppo A
|    | Squadra              | G | V | P | PF  | PS  | Dif | P.ti |
| -- | -------------------- | - | - | - | --- | --- | --- | ---- |
| 1. | Cibona Zagabria      | 3 | 3 | 0 | 351 | 261 | +90 | 6    |
| 2. | Corinthians Paulista | 3 | 2 | 1 | 333 | 316 | +17 | 5    |
| 3. | Obras Sanitarias     | 3 | 1 | 2 | 284 | 343 | -59 | 4    |
| 4. | CBA All-Stars        | 3 | 0 | 3 | 307 | 355 | -48 | 3    |

#### Gruppo B
|    | Squadra              | G | V | P | PF  | PS  | Dif | P.ti |
| -- | -------------------- | - | - | - | --- | --- | --- | ---- |
| 1. | Ferro Carril Oeste   | 3 | 2 | 1 | 280 | 261 | +19 | 5    |
| 2. | Žalgiris Kaunas      | 3 | 2 | 1 | 264 | 267 | -3  | 5    |
| 3. | Cariduros de Fajardo | 3 | 1 | 2 | 248 | 259 | -11 | 4    |
| 4. | Monte Líbano         | 3 | 1 | 2 | 250 | 255 | -5  | 4    |

### Semifinali
| Squadra 1          | Risultato | Squadra 2            |
| ------------------ | --------- | -------------------- |
| Cibona             | 77 - 104  | Žalgiris Kaunas      |
| Ferro Carril Oeste | 103 - 84  | Corinthians Paulista |

### Finale
| Squadra 1       | Risultato | Squadra 2          |
| --------------- | --------- | ------------------ |
| Žalgiris Kaunas | 84 - 78   | Ferro Carril Oeste |

| Coppa Intercontinentale 1986 |
| ---------------------------- |
| Žalgiris Kaunas 1º titolo    |

## Formazione vincitrice
| N° | Naz.                        | Ruolo | Sportivo              |  | Alt. |  |
| -- | --------------------------- | ----- | --------------------- |  | ---- |  |
| 4  | Unione Sovietica (bandiera) | G     | Algirdas Brazys       |  |      |  |
| 5  | Unione Sovietica (bandiera) | P     | Robertas Ragauskas    |  |      |  |
| 6  | Unione Sovietica (bandiera) | A     | Arūnas Visockas       |  |      |  |
| 7  | Unione Sovietica (bandiera) | C     | Raimundas Čivilis     |  |      |  |
| 8  | Unione Sovietica (bandiera) | AG    | Mindaugas Lekarauskas |  |      |  |
| 9  | Unione Sovietica (bandiera) | A     | Gintaras Krapikas     |  |      |  |
| 10 | Unione Sovietica (bandiera) | G     | Rimas Kurtinaitis     |  |      |  |
| 11 | Unione Sovietica (bandiera) | C     | Arvydas Sabonis       |  |      |  |
| 12 | Unione Sovietica (bandiera) | AG    | Virginijus Jankauskas |  |      |  |
| 13 | Unione Sovietica (bandiera) | P     | Valdemaras Chomičius  |  |      |  |
| 14 | Unione Sovietica (bandiera) | A     | Vytautas Maleras      |  |      |  |
| 15 | Unione Sovietica (bandiera) | AP    | Sergėjus Jovaiša      |  |      |  |
|    | Unione Sovietica (bandiera) | All.  | Vladas Garastas       |  |      |  |